# Estel subnan B

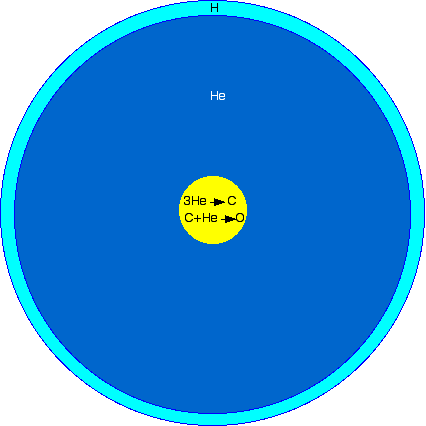
Secció esquemàtica d'un estel subnan B

Un estel subnan B o estrella subnana B és una tipus d'estel subnan amb tipus espectral B. A diferència dels estels subnans típics, els de tipus B són més calents i brillants. Pertanyen al grup d'estrelles de la branca horitzontal extrema del Diagrama de Hertzsprung-Russell. Aquests estels representen un estadi tardà en l'evolució d'alguns estels, causat quan un estel gegant vermell perd les capes externes d'hidrogen abans que el seu nucli comenci la fusió de l'heli. Les causes d'aquesta prematura pèrdua no estan determinades, però es pensa que la interacció dels estels d'un sistema binari és el mecanisme principal. Estels subnans senzills poden ser el resultat de la fusió de dos nans blancs. Els estels subnans B, en ser més lluminosos que els nans blancs, són un component significatiu de la població estel·lar calenta dels sistemes estel·lars vells, com els cúmuls globulars, galàxies espirals, bulbs i galàxies el·líptiques. Són abundants en imatges ultraviolades. Es pensa que els subnans són la causa del repunt UV en la llum emesa de les galàxies el·líptiques.
Es pensa que els estels subnans B es convertiran en nans blancs sense haver de passar per cap estadi més.
Les masses d'aquests estels estan al voltant de 0,5 masses solars, i contenen un 1% d'hidrogen, i la resta heli. Els seus radis varien entre 0.15 i 0,25 radis solars, i la seva temperatura es troba entre els 20.000 i els 40.000 K.

## Història
Els estels subnans B foren descoberts per Zwicky i Humason el 1947 quan trobaren estels blaus sublluminosos al voltant del pol nord galàctic. A l'estudi Palomar-Green es descobrí que eren el tipus més comú d'estel blau feble amb una magnitud al voltant de 18. Durant els anys 60 l'espectroscòpia descobrí que molts dels estels subnans B eren deficients en heli, amb abundàncies per sota del que es preveia a la teoria de la nucleosíntesi primordial. A principis dels anys 70 Greenstein i Sargent mesuraren les temperatures i les forces de gravetat i foren capaços de determinar la seva posició correcta al diagrama de [Hertzsprung–Russell.

## Variables
Hi ha tres tipus d'estels variables en aquesta categoria:
- Els estels subnans BV amb períodes de 90 a 600 segons. També s'anomenen EC14026 o estels V361 Hya. Una altra proposta de nomenclatura és BVr, on r vindria de ràpid.[3] La teoria de Charpinet de les oscil·lacions d'aquests estels és que les variacions en lluentor són causades per oscil·lacions de mode acústic amb un baix grau (l) i un baix ordre (n). Conduït per la ionització de grups d'àtoms de ferro que causarien opacitat. La corba de velocitat és de 90 graus fora de fase amb la corba de lluentor, mentre la temperatura efectiva i l'acceleració de la gravetat superficial sembla estar en fase amb les variacions de flux.

- Els estels subnans de llarg període amb períodes des de 45 a 180 minuts. També s'ha proposat una nova nomenclatura estel subnan BVs, on s significaria lent.[3] Aquests estels només tenen una variació del 0,1%. També s'anomenen PG1716 o V1093 Her o abreviadament LPsnBV. També hi ha el nom popular Estels Betsy.[4] Els estels polsants de llarg període són generalment més freds que els ràpids, amb temperatures de ~23.000-30.000 K.

- Els estels híbrids, els que oscil·len amb els dos tipus de períodes, amb una nomenclatura estàndard subnans BVrs. El prototip és DW Lyn també conegut com a HS 0702+6043.[3]

| estel variable | Altres noms     | Constel·lació | Distància (al) |
| -------------- | --------------- | ------------- | -------------- |
| V361 Hydrae    | EC 14026-2647   | Hidra         | ?              |
| V1093 Herculis | GSC 03081-00631 | Hèrcules      | ?              |
| HW Virginis*   | HIP 62157       | Verge         | 590            |
| NY Virginis*   | GSC 04966-00491 | Verge         | ?              |
| V391 Pegasi    | HS 2201+2610    | Pegàs         | 4570           |

*estel binari eclipsant

## Companys
Es coneixen dos estels subnans B que tenen planetes. V391 Pegasi fou la primera a descobrir un planeta i HW Vir en té dos.